# Hiawatha (webserver)
Hiawatha is een open source webserver voor Windows, Mac, Linux en Unix-achtige besturingssystemen. Hij is geschreven met 'veiligheid' als belangrijkste doel.

## Geschiedenis
De eerste versie van Hiawatha kwam uit in januari 2002 en was, vanwege het feit dat hij zeer klein en licht was, geschikt voor computers met oudere hardware. Hij was geschreven om als webserver te dienen voor webservers in studentenhuizen in Delft. De auteur van Hiawatha, Hugo Leisink, studeerde destijds Technische Informatica en kende een interesse in computerbeveiliging. 

### Versiegeschiedenis
- 1.0: September 2002. Een standaard maar functionele webserver.[2]
- 2.0: Maart 2004. Gebruik van multithreading in plaats van forking.
- 3.0: September 2004. SSL-ondersteuning.
- 4.0: December 2005. Een CGI-wrapper voor extra CGI-beveiliging.
- 5.0: Oktober 2006. FastCGI voor versnelde CGI-ondersteuning.
- 6.0: Oktober 2007. Ondersteuning voor IPv6.
- 8.6: Oktober 2012.
- 9.0: Maart 2013 Reverse proxy functionaliteit
- 9.5: April 2014.
- 10.0: November 2015
- 10.2: Mei 2016. Het script om Letsencrypt certificaten te beheren, wordt meegeleverd

## Beveiligingsmogelijkheden
In Hiawatha zijn een aantal beveiligingsmogelijkheden ingebouwd die bescherming moet bieden tegen hacken. Het tegengaan van SQL-injection en cross-site scripting (XSS), het herkennen en buitensluiten van hackers en het limiteren van de looptijd van CGI applicaties zijn hier enkele voorbeelden van.
Hiawatha maakt voor TLS ondersteuning gebruik van mbed TLS (voorheen heette die component PolarSSL).